# Ein Traumspiel

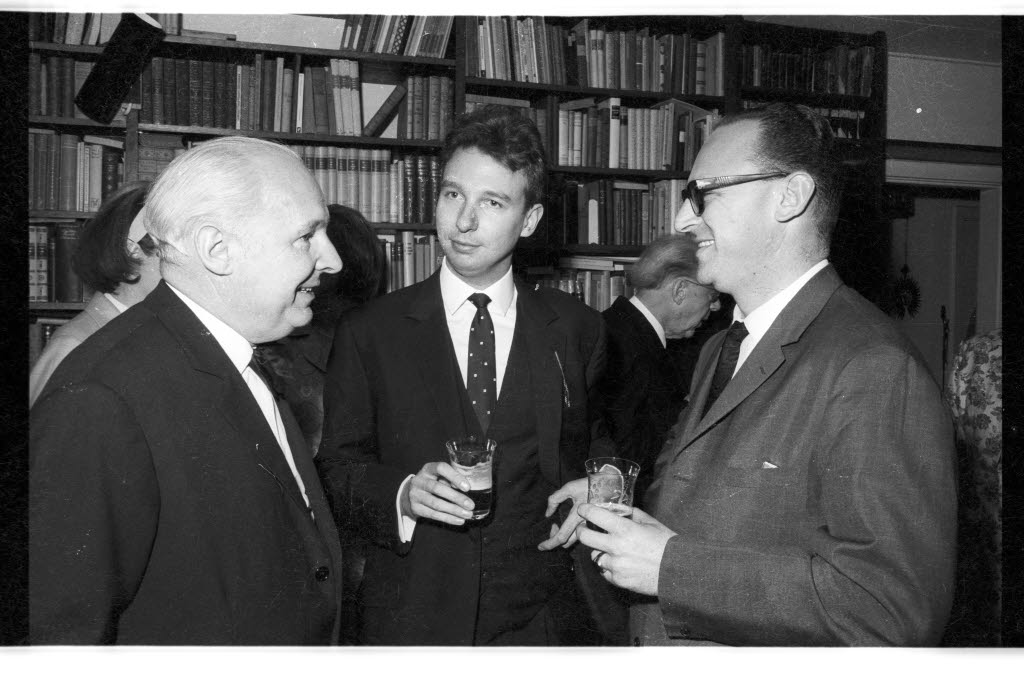
Conversation entre le directeur général Joachim Klaiber (à gauche), le compositeur Aribert Reimann (au centre) et le directeur de l'Opéra de Stockholm Michael Gielen (à droite), à l'occasion de la première de l'opéra

Ein Traumspiel (français : Un jeu de rêve) est un opéra en trois actes d'Aribert Reimann sur un livret de Carla Henius, d'après la pièce d'August Strindberg Le Songe (Ett drömspel). Il est créé le 20 juin 1965 à Kiel sous la direction de Michael Gielen.

## Rôles
- Le professeur Indras - mezzo-soprano
- Le chef vitrier - basse
- L'officier - ténor
- La mère et le père - soprano, basse
- La portière - alto
- Der Zettelankleber - baryton
- Victoria - Soprano
- La chanteuse/Edith - soprano
- Le policier - basse
- L'avocat - baryton-basse
- Kristin - rôle parlé
- Der Quarantänemeister - baryton-basse
- Lui et Elle - ténor, soprano
- Le juge - baryton
- Le chancelier de l'université - basse
- Les doyens des théologiens, juristes, médecins et philosophes  - (Ténor, Ténor, Baryton, Basse)

## Instrumentation
- Un piccolo, deux flûtes, deux hautbois, un cor anglais, deux bassons, un contrebasson, quatre cors, trois trompettes, trois trombones, un tuba, glockenspiel, vibraphone, xylophone, caisse claire, grosse caisse, harpe, célesta, cymbales, deux bongos, piano, cordes.